# Galumna nonoensis
Galumna nonoensis är en kvalsterart som beskrevs av P. Balogh 1988. Galumna nonoensis ingår i släktet Galumna och familjen Galumnidae. Inga underarter finns listade i Catalogue of Life.